# Mustjärnen, Hälsingland
Mustjärnen är en sjö i Söderhamns kommun i Hälsingland och ingår i Ljusnan-Skärjåns kustområde.